# دنفر سيتي (تكساس)
دنفر سيتي، تكساس

دنفر سيتي (بالإنجليزية: Denver City)‏ هي مدينة أمريكية تقع في ولاية تكساس.تبلغ مساحة هذه المدينة 6.5 (كم²)،ويبلغ عدد سكانها 3985 نسمة حسب إحصاء سنة 2010 م. تشير إحصاءات سنة 2000م بأن الكثافة السكانية في هذه المدينة تقدر بـ(615.6) نسمة/كم2.

## التركيبة السكانية
حدّد مكتب تعداد الولايات المتحدة بيانات التركيبة السكانية لدنفر سيتي في تعداد الولايات المتحدة. في ما يلي، التركيبة السكانية حسب تعدادي 2000 و2010.

### تعداد عام 2000
بلغ عدد سكان دنفر سيتي 3,985 نسمة بحسب تعداد عام 2000، وبلغ عدد الأسر 1,366 أسرة وعدد العائلات 1,102 عائلة مقيمة في المدينة. في حين سجلت الكثافة السكانية 607.5 نسمة لكل كيلومتر مربع (1,573.4/ميل2). وبلغ عدد الوحدات السكنية 1,644 وحدة بمتوسط كثافة قدره 250.6 لكل كيلومتر مربع (649.1/ميل2).
وتوزع التركيب العرقي للمدينة بنسبة 68.38% من البيض و1.53% من الأمريكيين الأفارقة و0.78% من الأمريكيين الأصليين و0.20% من الأمريكيين ذوي الأصول الآسيوية و27.60% من الأعراق الأخرى و1.51% من عرقين مختلطين أو أكثر و47.15% من الهسبانيون أو اللاتينيون من أي عرق.
بلغ عدد الأسر 1,366 أسرة كانت نسبة 47.3% منها لديها أطفال تحت سن الثامنة عشر تعيش معهم، وبلغت نسبة الأزواج القاطنين مع بعضهم البعض 66.7% من أصل المجموع الكلي للأسر، ونسبة 9.5% من الأسر كان لديها معيلات من الإناث دون وجود شريك، بينما كانت نسبة 4.5% من الأسر لديها معيلون من الذكور دون وجود شريكة وكانت نسبة 19.3% من غير العائلات. تألفت نسبة 18.1% من أصل جميع الأسر من عدة أفراد يعيشون في نفس المنزل ونسبة 9.3% كانت تتألف من شخص يعيش بمفرده يبلغ من العمر 65 عاماً أو أكثر. وبلغ متوسط حجم الأسرة المعيشية 2.89، أما متوسط حجم العائلات فبلغ 3.29.
بلغ العمر الوسطي للسكان 33.9 عاماً. وكانت نسبة 31.4% من القاطنين تحت سن الثامنة عشر، وكانت نسبة 8.9% بين الثامنة عشر والرابعة والعشرين عاماً، ونسبة 26.3% كانت واقعةً في الفئة العمرية ما بين الخامسة والعشرين والرابعة والأربعين عاماً، ونسبة 21.2% كانت ما بين الخامسة والأربعين والرابعة والستين، ونسبة 11.1% كانت ضمن فئة الخامسة والستين عاماً فما فوق. يوجد لكل 100 أنثى 92.6 ذكر، ويوجد لكل 100 أنثى في الثامنة عشر من عمرها فما فوق 88.2 ذكر.
بلغ متوسط دخل الأسرة في المدينة 29,418 دولارًا، أما متوسط دخل العائلة فبلغ 35,972 دولارًا. وكان متوسط دخل الذكور 35,156 دولارًا مقابل 15,476 دولارًا للإناث. وسجل دخل الفرد الخاص بالمدينة 13,921 دولارًا. وكانت نسبة 18.2% من العائلات ونسبة 19.2% من السكان تحت خط الفقر، وكان من هؤلاء نسبة 21.7% تحت سن الثامنة عشر ونسبة 10.3% في الخامسة والستين من العمر وما فوق.

### تعداد عام 2010
بلغ عدد سكان دنفر سيتي 4,479 نسمة بحسب تعداد عام 2010، وبلغ عدد الأسر 1,497 أسرة وعدد العائلات 1,192 عائلة مقيمة في المدينة. في حين سجلت الكثافة السكانية 682.8 نسمة لكل كيلومتر مربع (1,768.4/ميل2). وبلغ عدد الوحدات السكنية 1,635 وحدة بمتوسط كثافة قدره 249.2 لكل كيلومتر مربع (645.4/ميل2).
وتوزع التركيب العرقي للمدينة بنسبة 70.53% من البيض و1.32% من الأمريكيين الأفارقة و0.96% من الأمريكيين الأصليين و0.60% من الأمريكيين ذوي الأصول الآسيوية و0.02% من سكان جزر المحيط الهادئ و24.02% من الأعراق الأخرى و2.55% من عرقين مختلطين أو أكثر و63.32% من الهسبانيون أو اللاتينيون من أي عرق.
بلغ عدد الأسر 1,497 أسرة كانت نسبة 46.1% منها لديها أطفال تحت سن الثامنة عشر تعيش معهم، وبلغت نسبة الأزواج القاطنين مع بعضهم البعض 63.8% من أصل المجموع الكلي للأسر، ونسبة 10.5% من الأسر كان لديها معيلات من الإناث دون وجود شريك، بينما كانت نسبة 5.3% من الأسر لديها معيلون من الذكور دون وجود شريكة وكانت نسبة 20.4% من غير العائلات. تألفت نسبة 19.5% من أصل جميع الأسر من عدة أفراد يعيشون في نفس المنزل ونسبة 7.7% كانت تتألف من شخص يعيش بمفرده يبلغ من العمر 65 عاماً أو أكثر. وبلغ متوسط حجم الأسرة المعيشية 2.96، أما متوسط حجم العائلات فبلغ 3.37.
بلغ العمر الوسطي للسكان 32.2 عاماً. وكانت نسبة 31.5% من القاطنين تحت سن الثامنة عشر، وكانت نسبة 8.3% بين الثامنة عشر والرابعة والعشرين عاماً، ونسبة 25.7% كانت واقعةً في الفئة العمرية ما بين الخامسة والعشرين والرابعة والأربعين عاماً، ونسبة 23% كانت ما بين الخامسة والأربعين والرابعة والستين، ونسبة 11.4% كانت ضمن فئة الخامسة والستين عاماً فما فوق. وتوزع التركيب الجنسي للسكان بنسبة 49% ذكور و51% إناث.

## المناخ
يظهر الجدول التالي التغييرات المناخية على مدار السنة لدنفر سيتي:
| البيانات المناخية لـدنفر سيتي     | البيانات المناخية لـدنفر سيتي | البيانات المناخية لـدنفر سيتي | البيانات المناخية لـدنفر سيتي | البيانات المناخية لـدنفر سيتي | البيانات المناخية لـدنفر سيتي | البيانات المناخية لـدنفر سيتي | البيانات المناخية لـدنفر سيتي | البيانات المناخية لـدنفر سيتي | البيانات المناخية لـدنفر سيتي | البيانات المناخية لـدنفر سيتي | البيانات المناخية لـدنفر سيتي | البيانات المناخية لـدنفر سيتي | البيانات المناخية لـدنفر سيتي |
| الشهر                             | يناير                         | فبراير                        | مارس                          | أبريل                         | مايو                          | يونيو                         | يوليو                         | أغسطس                         | سبتمبر                        | أكتوبر                        | نوفمبر                        | ديسمبر                        | المعدل السنوي                 |
| --------------------------------- | ----------------------------- | ----------------------------- | ----------------------------- | ----------------------------- | ----------------------------- | ----------------------------- | ----------------------------- | ----------------------------- | ----------------------------- | ----------------------------- | ----------------------------- | ----------------------------- | ----------------------------- |
| متوسط درجة الحرارة الكبرى °ف (°م) | 56 (13)                       | 60 (16)                       | 68 (20)                       | 76 (24)                       | 84 (29)                       | 90 (32)                       | 91 (33)                       | 91 (33)                       | 84 (29)                       | 76 (24)                       | 65 (18)                       | 56 (13)                       | 74.8 (23.8)                   |
| متوسط درجة الحرارة الصغرى °ف (°م) | 27 (−3)                       | 31 (−1)                       | 36 (2)                        | 44 (7)                        | 53 (12)                       | 62 (17)                       | 66 (19)                       | 65 (18)                       | 58 (14)                       | 47 (8)                        | 36 (2)                        | 28 (−2)                       | 46.1 (7.8)                    |
| الهطول إنش (مم)                   | 0.75 (19)                     | 0.94 (24)                     | 0.91 (23)                     | 1.18 (30)                     | 2.28 (58)                     | 2.24 (57)                     | 2.09 (53)                     | 2.6 (66)                      | 2.8 (71)                      | 1.69 (43)                     | 0.94 (24)                     | 0.79 (20)                     | 19.21 (488)                   |
| متوسط تساقط الثلوج إنش (سم)       | 1 (2.5)                       | 0 (0)                         | 0 (0)                         | 0.0 (0.0)                     | 0.0 (0.0)                     | 0.0 (0.0)                     | 0.0 (0.0)                     | 0.0 (0.0)                     | 0.0 (0.0)                     | 0.0 (0.0)                     | 1 (2.5)                       | 2.0 (5.1)                     | 4 (10)                        |
| المصدر: US Climate Data           |                               |                               |                               |                               |                               |                               |                               |                               |                               |                               |                               |                               |                               |

## أعلام
- إي. سكوت فروست